# 境港市立第三中学校
境港市立第三中学校（さかいみなとしりつ だいさんちゅうがっこう）は、鳥取県境港市外江町にある公立中学校。

## 概要
校区は、外江小学校、渡小学校の通学区域となっている。

## 沿革
- 1985年4月1日 境港市立第二中学校から渡・外江小学校校区を分離して新設。

## 卒業生
- 上田まりえ（フリーアナウンサー、元日本テレビアナウンサー）[2]
- 木下桂（指導者、元サッカー選手）
- 大部由美（サッカー指導者、元女子サッカー選手・元なでしこジャパン）